# Burg Grodziec

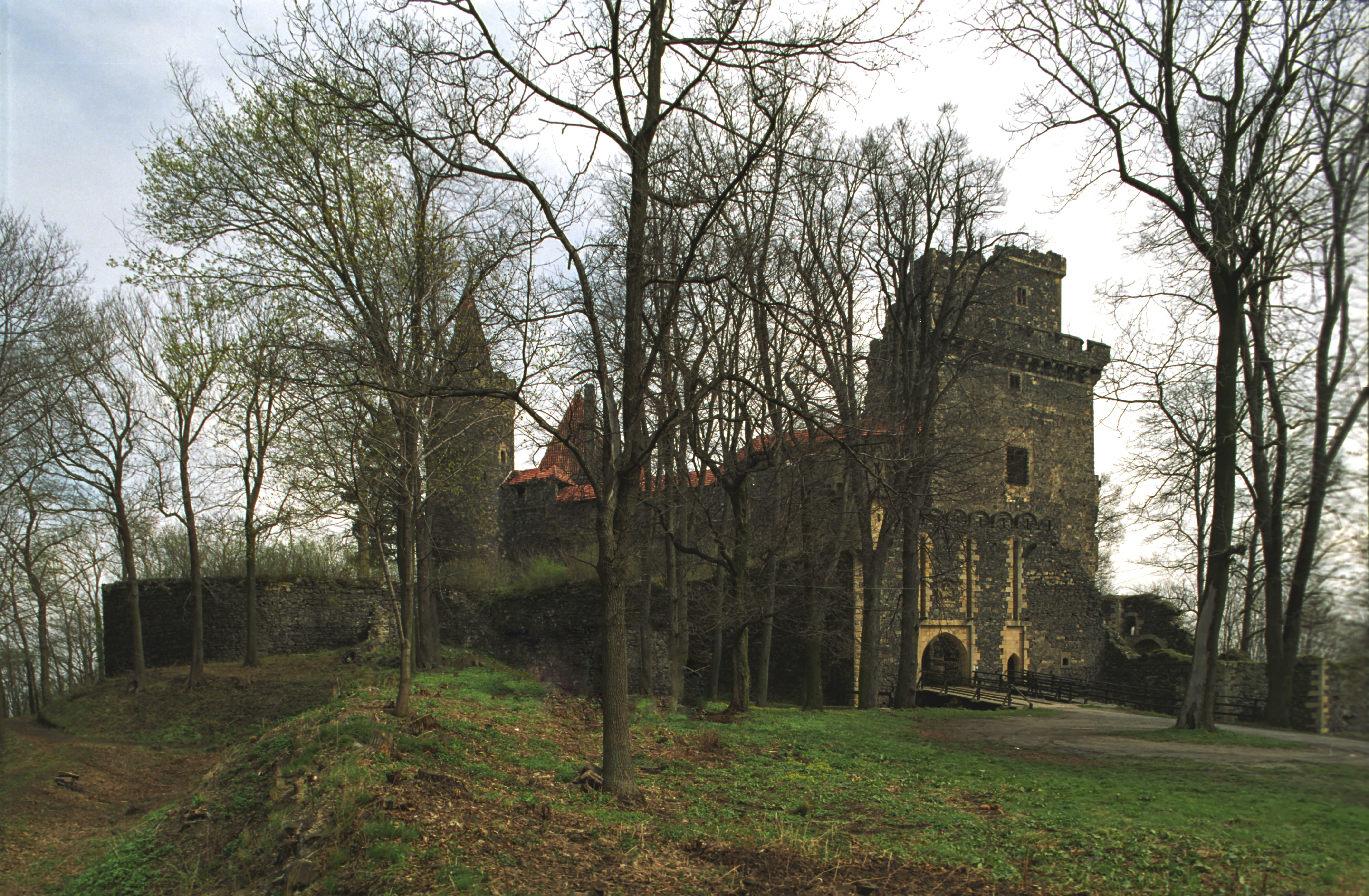
Burg Grodziec

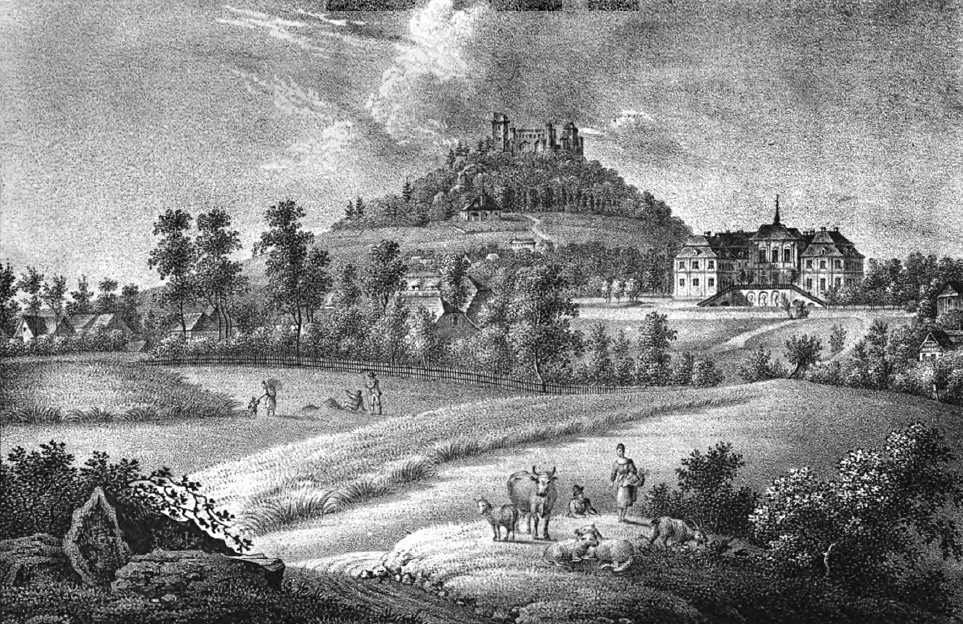
Festung Gröditzberg um etwa 1825, rechts im Bild Schloss Gröditzberg

Burg Grodziec aus der Luft

Dorf und Burg Grodziec von Süden

Die Burg Grodziec (deutsch Gröditzburg, auch Gröditzberg) ist eine Burganlage in Grodziec (deutsch Gröditzberg) in der Landgemeinde Zagrodno (Adelsdorf) im Powiat Złotoryjski (Kreis Goldberg) in der Woiwodschaft Niederschlesien in Polen. Sie liegt auf einem 389 m hohen Basaltkegel am Nordrand des Bober-Katzbach-Gebirges. Historisch gehörte die Burg zum Herzogtum Liegnitz.

## Geschichte
Im 10./11. Jahrhundert befand sich auf dem Basaltkegel ein Slawischer Burgwall, der in dem damals waldreichen Gebiet zur Sicherung der Westgrenze des Herzogtum Schlesien angelegt wurde. In einer Urkunde des Papstes Hadrian IV. vom 23. April 1155 ist eine Kastellanei „Godiuce“ erwähnt, die sich wahrscheinlich auf die Gröditzburg bezieht. Im Jahre 1175 stellte Herzog Boleslaus I. in „castrum Grodiz“ den Stiftungsbrief für das Kloster Leubus aus. Mit der Gründung deutschrechtlicher Städte im 13. Jahrhundert verlor die abgelegene Gröditzburg ihre Bedeutung an Haynau und Goldberg. 1320 verpfändete Herzog Boleslaus III. die damals vermutlich schon verfallene Gröditzburg an den Ritter Swolo Busewoy (polnisch Budziwój).
Im Jahre 1473 löste Herzog Friedrich I. von Liegnitz die Burg wieder ein. Nachfolgend begann er mit dem Wiederaufbau und dem Ausbau der vermutlich in den Hussitenkriegen beschädigten Burg. Sein Sohn Friedrich II. beauftragte den Görlitzer Baumeister Wendelin Roßkopf mit dem Umbau der Burg im Renaissancestil. Wegen der Gefahr durch die Türkenkriege wurde die Burg durch Türme, Wall und Graben gesichert. Zusätzlich entstand eine Vorburg, die das ganze Plateau ausfüllte. Im 16. Jahrhundert hielten sich die Herzöge von Liegnitz häufig auf der Burg auf, wo sie Feste und Turniere veranstalteten. Der Burghauptmann Hans von Schweinichen hinterließ Tagebuchaufzeichnungen mit den Ausschweifungen des Herzogs Heinrich XI.
Im Dreißigjährigen Krieg nahm Wallenstein die Gröditzburg ein, die von den Kaiserlichen bis 1646 gehalten wurde. Allerdings war sie 1642/43 von den Schweden besetzt, die die Burganlage teilweise zerstörten.
Nach dem Tod des letzten schlesischen Piasten Georg Wilhelm I. 1675 fielen dessen Herzogtümer durch Heimfall an die Krone Böhmen.
Im Jahre 1708 erwarb Reichsgraf Johannes Wolfgang (auch Hans Wolf) von Frankenberg auf Alt Warthau die Herrschaft Gröditz, der 1718–1727 unterhalb der Gröditzburg das neue Schloss Gröditzberg errichtete.
Seit etwa 1830 war die Gröditzburg eine beliebte touristische Attraktion, weshalb mit dem historisierenden Wiederaufbau im neugotischen Stil begonnen wurde. Von 1906 bis 1908 wurden durch den Besitzer der Herrschaft Gröditz Willibald von Dirksen Sicherungsarbeiten und Ergänzungen unter der Leitung des Architekten und Burgenforschers Bodo Ebhardt durchgeführt. 1908 fand die festliche Eröffnung im Beisein von Kaiser Wilhelm II. statt, wovon noch heute eine Gedenktafel zeugt.